# Московский государственный университет технологий и управления
Московский государственный университет технологий и управления имени К. Г. Разумовского (Первый казачий университет) — высшее учебное заведение в Москве.

## История
Московский государственный университет технологий и управления (МГУТУ) был организован в 1953 году как Всесоюзный заочный институт пищевой промышленности (ВЗИПП). В 1973 году институт обучил без отрыва от производства 19 тысяч студентов по 17 специальностям технологического, экономического и биологического профиля. В 1991 году в институте открылось дневное отделение.
В 1999-м вуз переименован в Московскую государственную технологическую академию, а в 2003-м в Московский государственный университет технологий и управления.
В 2008 году ректором стала д. э. н. Валентина Николаевна Иванова.
10 октября 2010 года приказом Минобрнауки РФ университету присвоено имя первого русского Президента Академии наук графа Кирилла Григорьевича Разумовского.
В 2011 году был построен физкультурно-оздоровительный комплекс с бассейном «Университетский», а также разработан и введен в учебные планы «казачий компонент», тематика которого включает вопросы, связанные с современным существованием казачества. В университете формируется система непрерывного казачьего образования.
В 2011 — 2012 годах состоялась масштабная реорганизация вуза, путем присоединения к нему ряда вузов. Этот процесс подвергался критике. Наиболее заметной в случае с поглощением Российского государственного университета инновационных технологий и предпринимательства в 2012 году. Несмотря на то, что МГУТУ в том же году был признан неэффективным вузом, а РГУИТП нет. Поглощение университета вызвало волну протестов среди студентов и педагогического состава вуза.
В 2012 году присоединены российский заочный институт текстильной и легкой промышленности; Российский государственный университет инновационных технологий и предпринимательства; Московский колледж информационных технологий; Омский химико-механический колледж; Морозовский казачий кадетский корпус (Ростовская область).
В университете функционирует 14 региональных институтов и 6 факультетов, где обучается около 20 тысяч студентов. Вуз реализует более 450 образовательных программ (высшего образования, среднего профессионального образования, аспирантуры, дополнительного профессионального образования).
В университете функционирует 18 региональных институтов, где обучается около 40 тысяч студентов. Создан кластер непрерывного технологического образования, в рамках которого осуществляется взаимодействие с крупнейшими предприятиями и работодателями пищевой и перерабатывающей отрасли. За годы существования университета в 4 раза была расширена площадь зданий, находящихся в оперативном управлении университета. Построен физкультурно-оздоровительный комплекс. Удалось существенно модернизировать международную деятельность вуза. Разворачивается сотрудничество с университетами Китая, Индии, Норвегии и Исландии.

### Казачий компонент
В мае 2014 году решением Минобрнауки России университету присвоен статус Первого казачьего университета. В вузе осуществляются программы подготовки казаков, в учебные программы введён «казачий компонент».

### Ректоры
- Олег Константинович Филатов, 1988 — 2008;
- Валентина Николаевна Иванова, д-р экон. наук, 2008 — 2019[10] (2020)[a];
- Сергей Николаевич Чеботарёв, д-р физ.-мат. наук, 2021 — 2022[12];
- Арсений Станиславович Миронов, д-р фил. наук, 2022 — наст. вр[13].

## Факультеты
- Факультет пищевых технологий и биоинженерии
- Факультет цифровых технологий
- Факультет экономики и управления
- Факультет биотехнологий и рыбного хозяйства
- Факультет социально-гуманитарных технологий
- Юридический факультет
- Факультет дизайна

## Региональные институты (Филиалы МГУТУ)
- Башкирский институт технологий и управления (Мелеуз)
- Брянский областной казачий институт технологий и управления (Брянск)
- Донской казачий государственный институт пищевых технологий и бизнеса [14](Ростов-на-Дону)
- Калининградский казачий институт технологий и дизайна (Калининград)
- Кубанский казачий государственный институт пищевой индустрии и бизнеса (Темрюк)
- Липецкий казачий институт технологий и управления (Липецк)
- Московский областной казачий институт технологий и управления (Волоколамск)
- Пензенский казачий институт технологий [15](Пенза)
- Поволжский казачий институт управления и пищевых технологий (Димитровград)
- Сибирский казачий институт технологий и управления (Омск)
- Смоленский казачий институт промышленных технологий и бизнеса (Вязьма)
- Тверской казачий технологический институт (Тверь)
- Технологический институт (Серпухов)
- Юго-Западный институт технологий и управления (Белые Берега)

## Критика
В 2010 году бывший ректор вуза Олег Константинович Филатов стал фигурантом судебного разбирательства за незаконную сдачу в аренду помещений вуза в 2007 — 2009 годах. Впоследствии суд назначил Филатову наказание в виде 5 лет лишения свободы условно с испытательным сроком в течение пяти лет, и принудил выплатить штраф в 500 тысяч рублей в пользу государства. Подсудимый был лишён права занимать государственные должности сроком на 3 года.
В 2012 году вуз был признан неэффективным. Преподаватели вуза многократно становились фигурантами разбирательств о взятках. Также фигурантами судебных разбирательств о взяточничестве становились и студенты университета. А студенты заявляли о низком качестве образования, предоставляемого в вузе, и поборы.
Персональной критике подвергалась ректор вуза Валентина Иванова. Согласно исследованию сообщества Диссернет, она опубликовала статью, которая содержала недокументированные заимствования. А также выступила научным руководителем на защите кандидатской диссертации ректора Ульяновского государственного педагогического университета, в которой Диссернет обнаружил многочисленные некорректные заимствования. Кроме того «Диссернет» заявил о плагиате в научных статьях главы Санкт-Петербурга Александра Беглова. Главой диссертационного совета и научным консультантом выступала Иванова.
Также подвергался критике «казачий компонент» вуза, со стороны представителей казачества.

### Комментарии
1. ↑  В 2020 году занимала должность президента ФГБОУ ВО "Московский государственный университет технологий и управления имени К.Г. Разумовского (Первый казачий университет)"[11]